# 2013-as NBA-döntő
A 2013-as NBA-döntő az észak-amerikai kosárlabda-bajnokság 2012–13-as szezonjának 4 győzelemig tartó döntője volt, melyet a Keleti és a Nyugati főcsoport győztese, a Miami Heat és a San Antonio Spurs játszott egymással június 6. és 20. között. A párharcot a címvédő Miami Heat nyerte 4–3-as összesítéssel és ezzel 2006 és 2012 után harmadik alkalommal nyerték meg a bajnokságot.

## Út a döntőig

### Alapszakasz
- z – Hazai pálya előny az egész rájátszásban
- c – Hazai pálya előny a főcsoportdöntőig
- y – Csoportgyőztes
- x – Rájátszásba jutott

| Keleti főcsoport |                     |    |    |       |      |
| Hely.            | Csapat              | Gy | V  | %     | GB   |
| 1.               | (z) Miami Heat      | 66 | 16 | 80,5% | —    |
| 2.               | (y) New York Knicks | 54 | 28 | 65,9% | 12   |
| 3.               | (y) Indiana Pacers  | 49 | 32 | 60,5% | 16,5 |
| 4.               | (x) Brooklyn Nets   | 49 | 33 | 59,8% | 17   |
| 5.               | (x) Chicago Bulls   | 45 | 37 | 54,9% | 21   |
| 6.               | (x) Atlanta Hawks   | 44 | 38 | 53,7% | 22   |
| 7.               | (x) Boston Celtics  | 41 | 40 | 50,6% | 24,5 |
| 8.               | (x) Milwaukee Bucks | 38 | 44 | 46,3% | 28   |
|                  |                     |    |    |       |      |
| 9.               | Philadelphia 76ers  | 34 | 48 | 41,5% | 32   |
| 10.              | Toronto Raptors     | 34 | 48 | 41,5% | 32   |
| 11.              | Detroit Pistons     | 29 | 53 | 35,4% | 37   |
| 12.              | Washington Wizards  | 29 | 53 | 35,4% | 37   |
| 13.              | Cleveland Cavaliers | 24 | 58 | 29,3% | 42   |
| 14.              | Charlotte Bobcats   | 21 | 61 | 25,6% | 45   |
| 15.              | Orlando Magic       | 20 | 62 | 24,4% | 46   |

| Nyugati főcsoport |                           |    |    |       |    |
| Hely.             | Csapat                    | Gy | V  | %     | GB |
| 1.                | (c) Oklahoma City Thunder | 60 | 22 | 73,2% | —  |
| 2.                | (y) San Antonio Spurs     | 58 | 24 | 70,7% | 2  |
| 3.                | (x) Denver Nuggets        | 57 | 25 | 69,5% | 3  |
| 4.                | (y) Los Angeles Clippers  | 56 | 26 | 68,3% | 4  |
| 5.                | (x) Memphis Grizzlies     | 56 | 26 | 68,3% | 4  |
| 6.                | (x) Golden State Warriors | 47 | 35 | 57,3% | 13 |
| 7.                | (x) Los Angeles Lakers    | 45 | 37 | 54,9% | 15 |
| 8.                | (x) Houston Rockets       | 45 | 37 | 54,9% | 15 |
|                   |                           |    |    |       |    |
| 9.                | Utah Jazz                 | 43 | 39 | 52,4% | 17 |
| 10.               | Dallas Mavericks          | 41 | 41 | 50,0% | 19 |
| 11.               | Portland Trail Blazers    | 33 | 49 | 40,2% | 27 |
| 12.               | Minnesota Timberwolves    | 31 | 51 | 37,8% | 29 |
| 13.               | Sacramento Kings          | 28 | 54 | 34,1% | 32 |
| 14.               | New Orleans Hornets       | 27 | 55 | 32,9% | 33 |
| 15.               | Phoenix Suns              | 25 | 57 | 30,5% | 35 |

### Rájátszás
| Miami Heat         | Miami Heat      | Miami Heat |
| ------------------ | --------------- | ---------- |
| Keleti főcsoport   |                 |            |
| Forduló            | Ellenfél        | Eredmény   |
| Első kör           | Milwaukee Bucks | 4–0        |
| Főcsoport-elődöntő | Chicago Bulls   | 4–1        |
| Főcsoport-döntő    | Indiana Pacers  | 4–3        |

| San Antonio Spurs  | San Antonio Spurs     | San Antonio Spurs |
| ------------------ | --------------------- | ----------------- |
| Nyugati főcsoport  |                       |                   |
| Forduló            | Ellenfél              | Eredmény          |
| Első kör           | Los Angeles Lakers    | 4–0               |
| Főcsoport-elődöntő | Golden State Warriors | 4–2               |
| Főcsoport-döntő    | Memphis Grizzlies     | 4–0               |

## A döntő

### 1. mérkőzés
| 2013. június 6. 21:00 UTC–4 | Miami Heat                               | 88–92     | San Antonio Spurs | American Airlines Arena, Miami, Florida Nézőszám: 19 775 Játékvezetők: Monty McCutchen Tony Brothers Jason Phillips |
| 2013. június 6. 21:00 UTC–4 | (24–23, 26–28, 20–20, 16–23) Jegyzőkönyv |           |                   | American Airlines Arena, Miami, Florida Nézőszám: 19 775 Játékvezetők: Monty McCutchen Tony Brothers Jason Phillips |
| 2013. június 6. 21:00 UTC–4 | James 18                                 | Pont      | Parker 21         | American Airlines Arena, Miami, Florida Nézőszám: 19 775 Játékvezetők: Monty McCutchen Tony Brothers Jason Phillips |
| 2013. június 6. 21:00 UTC–4 | James 18                                 | Lepattanó | Duncan 14         | American Airlines Arena, Miami, Florida Nézőszám: 19 775 Játékvezetők: Monty McCutchen Tony Brothers Jason Phillips |
| 2013. június 6. 21:00 UTC–4 | James 10                                 | Gólpassz  | Parker 6          | American Airlines Arena, Miami, Florida Nézőszám: 19 775 Játékvezetők: Monty McCutchen Tony Brothers Jason Phillips |

### 2. mérkőzés
| 2013. június 9. 20:00 UTC–4 | Miami Heat                               | 103–84    | San Antonio Spurs | American Airlines Arena, Miami, Florida Nézőszám: 19 900 Játékvezetők: Joe Crawford Ed Malloy Ken Mauer |
| 2013. június 9. 20:00 UTC–4 | (22–22, 28–23, 25–20, 28–19) Jegyzőkönyv |           |                   | American Airlines Arena, Miami, Florida Nézőszám: 19 900 Játékvezetők: Joe Crawford Ed Malloy Ken Mauer |
| 2013. június 9. 20:00 UTC–4 | Chalmers 19                              | Pont      | Green 17          | American Airlines Arena, Miami, Florida Nézőszám: 19 900 Játékvezetők: Joe Crawford Ed Malloy Ken Mauer |
| 2013. június 9. 20:00 UTC–4 | Bosh 10                                  | Lepattanó | Leonard 14        | American Airlines Arena, Miami, Florida Nézőszám: 19 900 Játékvezetők: Joe Crawford Ed Malloy Ken Mauer |
| 2013. június 9. 20:00 UTC–4 | James 7                                  | Gólpassz  | Parker 5          | American Airlines Arena, Miami, Florida Nézőszám: 19 900 Játékvezetők: Joe Crawford Ed Malloy Ken Mauer |

### 3. mérkőzés
| 2013. június 11. 21:00 UTC–5 | San Antonio Spurs                        | 113–77    | Miami Heat    | AT&T Center, San Antonio, Texas Nézőszám: 18 581 Játékvezetők: Dan Crawford James Capers Mark Davis |
| 2013. június 11. 21:00 UTC–5 | (24–20, 26–24, 28–19, 35–14) Jegyzőkönyv |           |               | AT&T Center, San Antonio, Texas Nézőszám: 18 581 Játékvezetők: Dan Crawford James Capers Mark Davis |
| 2013. június 11. 21:00 UTC–5 | Green 27                                 | Pont      | Wade 16       | AT&T Center, San Antonio, Texas Nézőszám: 18 581 Játékvezetők: Dan Crawford James Capers Mark Davis |
| 2013. június 11. 21:00 UTC–5 | Duncan 14                                | Lepattanó | James 11      | AT&T Center, San Antonio, Texas Nézőszám: 18 581 Játékvezetők: Dan Crawford James Capers Mark Davis |
| 2013. június 11. 21:00 UTC–5 | Parker 8                                 | Gólpassz  | James, Wade 5 | AT&T Center, San Antonio, Texas Nézőszám: 18 581 Játékvezetők: Dan Crawford James Capers Mark Davis |

### 4. mérkőzés
| 2013. június 13. 21:00 UTC–5 | San Antonio Spurs                        | 93–109    | Miami Heat | AT&T Center, San Antonio, Texas Nézőszám: 18 581 Játékvezetők: Scott Foster Mike Callahan Bill Kennedy |
| 2013. június 13. 21:00 UTC–5 | (26–29, 23–20, 27–32, 17–28) Jegyzőkönyv |           |            | AT&T Center, San Antonio, Texas Nézőszám: 18 581 Játékvezetők: Scott Foster Mike Callahan Bill Kennedy |
| 2013. június 13. 21:00 UTC–5 | Duncan 20                                | Pont      | James 33   | AT&T Center, San Antonio, Texas Nézőszám: 18 581 Játékvezetők: Scott Foster Mike Callahan Bill Kennedy |
| 2013. június 13. 21:00 UTC–5 | Leonard 7                                | Lepattanó | Bosh 13    | AT&T Center, San Antonio, Texas Nézőszám: 18 581 Játékvezetők: Scott Foster Mike Callahan Bill Kennedy |
| 2013. június 13. 21:00 UTC–5 | Parker 9                                 | Gólpassz  | Chalmers 5 | AT&T Center, San Antonio, Texas Nézőszám: 18 581 Játékvezetők: Scott Foster Mike Callahan Bill Kennedy |

### 5. mérkőzés
| 2013. június 16. 20:00 UTC–5 | San Antonio Spurs                        | 114–104   | Miami Heat     | AT&T Center, San Antonio, Texas Nézőszám: 18 581 Játékvezetők: Monty McCutchen Tony Brothers Ed Malloy |
| 2013. június 16. 20:00 UTC–5 | (32–19, 29–33, 26–23, 27–29) Jegyzőkönyv |           |                | AT&T Center, San Antonio, Texas Nézőszám: 18 581 Játékvezetők: Monty McCutchen Tony Brothers Ed Malloy |
| 2013. június 16. 20:00 UTC–5 | Parker 26                                | Pont      | James, Wade 25 | AT&T Center, San Antonio, Texas Nézőszám: 18 581 Játékvezetők: Monty McCutchen Tony Brothers Ed Malloy |
| 2013. június 16. 20:00 UTC–5 | Duncan 12                                | Lepattanó | Bosh, James 6  | AT&T Center, San Antonio, Texas Nézőszám: 18 581 Játékvezetők: Monty McCutchen Tony Brothers Ed Malloy |
| 2013. június 16. 20:00 UTC–5 | Ginóbili 10                              | Gólpassz  | Wade 10        | AT&T Center, San Antonio, Texas Nézőszám: 18 581 Játékvezetők: Monty McCutchen Tony Brothers Ed Malloy |

### 6. mérkőzés
| 2013. június 18. 21:00 UTC–4 | Miami Heat                                    | 103–100   | San Antonio Spurs | American Airlines Arena, Miami, Florida Nézőszám: 19 900 Játékvezetők: Joe Crawford Mike Callahan Ken Mauer |
| 2013. június 18. 21:00 UTC–4 | (27–25, 17–25, 21–25, 30–20; 8–5) Jegyzőkönyv |           |                   | American Airlines Arena, Miami, Florida Nézőszám: 19 900 Játékvezetők: Joe Crawford Mike Callahan Ken Mauer |
| 2013. június 18. 21:00 UTC–4 | James 32                                      | Pont      | Duncan 30         | American Airlines Arena, Miami, Florida Nézőszám: 19 900 Játékvezetők: Joe Crawford Mike Callahan Ken Mauer |
| 2013. június 18. 21:00 UTC–4 | Bosh 11                                       | Lepattanó | Duncan 17         | American Airlines Arena, Miami, Florida Nézőszám: 19 900 Játékvezetők: Joe Crawford Mike Callahan Ken Mauer |
| 2013. június 18. 21:00 UTC–4 | James 11                                      | Gólpassz  | Parker 8          | American Airlines Arena, Miami, Florida Nézőszám: 19 900 Játékvezetők: Joe Crawford Mike Callahan Ken Mauer |

### 7. mérkőzés
| 2013. június 20. 21:00 UTC–4 | Miami Heat                               | 95–88     | San Antonio Spurs | American Airlines Arena, Miami, Florida Nézőszám: 19 900 Játékvezetők: Dan Crawford Scott Foster Monty McCutchen |
| 2013. június 20. 21:00 UTC–4 | (18–16, 28–28, 26–27, 23–17) Jegyzőkönyv |           |                   | American Airlines Arena, Miami, Florida Nézőszám: 19 900 Játékvezetők: Dan Crawford Scott Foster Monty McCutchen |
| 2013. június 20. 21:00 UTC–4 | James 37                                 | Pont      | Duncan 24         | American Airlines Arena, Miami, Florida Nézőszám: 19 900 Játékvezetők: Dan Crawford Scott Foster Monty McCutchen |
| 2013. június 20. 21:00 UTC–4 | James 12                                 | Lepattanó | Leonard 16        | American Airlines Arena, Miami, Florida Nézőszám: 19 900 Játékvezetők: Dan Crawford Scott Foster Monty McCutchen |
| 2013. június 20. 21:00 UTC–4 | Allen, James 4                           | Gólpassz  | Ginóbili 5        | American Airlines Arena, Miami, Florida Nézőszám: 19 900 Játékvezetők: Dan Crawford Scott Foster Monty McCutchen |